# LST-1級戦車揚陸艦
LST-1級戦車揚陸艦（LST-1きゅうせんしゃようりくかん）は、アメリカ合衆国で第二次世界大戦中に建造された戦車揚陸艦の艦級。擱座着岸（ビーチング）により車両を揚陸する揚陸艦であり、1,052隻が建造された。アメリカ海軍やイギリス海軍の連合国各国で運用され、第二次世界大戦を代表する揚陸艦と評される。大戦後は友好国各国にも供与された。

## 来歴

### イギリスでの創案
1940年のダイナモ作戦による海外派遣軍撤退直後から、イギリスのチャーチル首相は大陸反攻を目指しており、同国海軍は両用戦艦艇の整備を急ぐこととなった。同年6月には、首相は戦車を部隊単位で数百マイル輸送できる艦について海軍本部に諮問しており、まずは既存のフェリーの改装が試みられたが、不満足な結果であった。既に上陸用舟艇として戦車揚陸艇（TLC）の開発が進められてはいたが、その航洋性は限定的であった。
同年9月のメネス作戦の失敗を受けて、チャーチル首相は、1個師団が有する60両の戦車を洋上輸送し、直接に揚陸できる艦についての検討を指示した。60両もの戦車を搭載できる艦では大きくなりすぎると懸念されたこともあり、造艦局長 (DNC) は、60両を1隻で運ぶ案（ウィンストン）とともに、20両搭載可能な艦3隻を整備する案（ウィネット）、25トン級戦車6両搭載可能な航洋型LCTを15隻整備する案を作成し、1940年12月の統合作戦検討会では全会一致でウィネットが採択された。ウィネット計画艦はTAC（tank assault carrier）と称されるようになり、高い優先度が与えられて、早くも12月20日には建造が承認されたものの、イギリスにおける造艦能力の限界から、量産化はアメリカ合衆国で行われることになった。

### アメリカでの実用化
1941年初頭よりアメリカへの委託作業が開始され、ギブス＆コックス社が設計者として選定されて、7月30日には海軍本部から予備設計および各種データが提供された。またアメリカ海軍の艦船局 (BuShips) も非公式に情報交換を行っており、7月5日には海軍作戦部長に対して、ウィネット計画艦のアメリカ版を設計すべきかを問い合わせていた。しかしイギリスでは、6月にウィネット計画艦に準じて改装したタンカーの成績が不満足だったこと、またウィネット計画艦ではフランス沿岸のように傾斜がなだらかな海岸へのビーチングは困難が伴うと判明したこともあって、同一の発想でも異なる設計が求められるようになっていた。
一方、1941年10月には、イギリスは大陸反攻のため2,150隻のTLCが必要であると試算したが、当時の造艦能力からしてこれらをイギリス国内で建造することは不可能である一方、TLCは独力で大西洋を横断できないため、アメリカでの建造分をどうやってヨーロッパに移動させるかという問題があった。これに対し、大西洋を横断可能な航洋性を備えつつ、TLCと同様の任務を実施可能な艦艇が構想されるようになり、これはATL（Atlantic TLC）と称された。
1941年11月4日、艦船局の予備設計部門長であったエドワード・コクラン大佐は、同部門の文民技術責任者であったニーデルマイル技師とATLについて検討し、ニーデルマイル技師はATLのスケッチを作成した。同月8日にはイギリスの正式な幕僚要求事項を携えた派遣団が渡米し、ニーデルマイル技師の設計がおおむねその要求事項と合致していることが確認された。ニーデルマイル技師の設計案についての検討を踏まえて、同月21日には海軍本部の代表団が、艦船局に対して、同局の概略設計に基づき設計を進めるよう要請する幕僚要求事項を渡した。
ATLは、アメリカ海兵隊がこの時点で構想していた水陸両用作戦には合致せず、アメリカの造船能力は他の輸送船のためにも必要とされていたこともあって、11月28日にはアメリカ海軍作戦部長が同軍はATLを必要としていないと述べた。レンドリース法に基づく貸与を受けるためにはまずアメリカ軍の装備として調達される必要があったことから、イギリスがアメリカ側の説得のため奔走する一幕もあったが、12月8日の対日宣戦布告によってアメリカ軍における揚陸艦の優先順位が繰り上がり、また同月22日に訪米したチャーチル首相がルーズベルト大統領に直接要請したこともあって、計画は本格的に推進され始めた。
1942年1月23日に最初の発注がなされ、まずアメリカ向け300隻、続いてイギリス向け200隻が建造されることになったが、後者についても同年3月10日には契約が締結された。1942年7月、ウィネット計画艦はLST(1)（Landing ships, tank Mk 1）、そしてATLはLST(2)と改称された。LST(1)型も、イギリスにおいてボクサー級として建造されてはいたものの、戦争が進むにつれて、イギリスが重視したような高速力の必要性は低下し、迅速に揚陸できるというATLのメリットが顕在化していった。

## 設計
本級は、艦首を擱座着岸（ビーチング）して兵員・車両を揚陸することを前提に設計されている。このため艦首部には観音開きの門扉（バウ・ドア）とその中に道板（バウ・ランプ; 長さ4.7メートル×幅4.3メートル）を有している。バウ・ランプが防水扉を兼ね、バウ・ドアは水切りを良くするためのものである。船体は吃水を浅くし、特に艦首部はこれらの特殊艤装のためもあって造波抵抗の大きな肥えた形状となっており、このために艦は鈍足となることを余儀なくされている。
船体には当初よりトリムがつけられており、航行時にも吃水は艦首で2.4メートル、艦尾で4.4メートルである。また擱座着岸機能と航洋性の双方を満たすため、バラストタンクによる喫水調整システムが装備されており、ビーチング時にはそれぞれ0.9メートルと2.9メートルとなる。量産化にあたってバラストタンクの拡張や艦尾に離岸用のアンカーを設置するなどの改良設計が行なわれた。
機械室は第4甲板後部に設けられており、右舷側に1番主機、左舷側に2番主機が並列に設置されている。主機としては、無気噴射式のゼネラルモーターズ社製12-567A型2サイクル12気筒ディーゼルエンジンが用いられる。舷側排気方式とされており、煙突はなく、排気は第3甲板両舷の消音器を経て第2甲板から外舷へ導かれる。

## 能力

### 輸送揚陸機能
船体内の第3甲板には、バウ・ランプの直後に連続して、2層分の高さをもつ車両甲板が設けられており、その両脇は揚陸部隊居住区となっている。全長の9割弱に達する長さ87.8メートル×幅9.2メートル、床面積594平方メートルが確保されており、M24軽戦車なら24両、GMCトラックなら27両を搭載できる。車両甲板の搭載車両の排気ガス対策として、上部甲板には排気筒が多数設けられている。また上甲板にも軽車両甲板が設定されており、床面積470平方メートルで、GMCトラックなら14両、ジープなら44両を搭載できる。
第3甲板と上甲板の間の連絡は、当初は前部にエレベーターを設けておこなっていたが、これでは移送速度が遅かったため、後期建造艦ではランプに変更された。載荷重量は2,100トンとされていたが、ビーチング揚陸任務時は500トンに減少し、また後期型では造水能力増強に伴って1,900トンとされた。

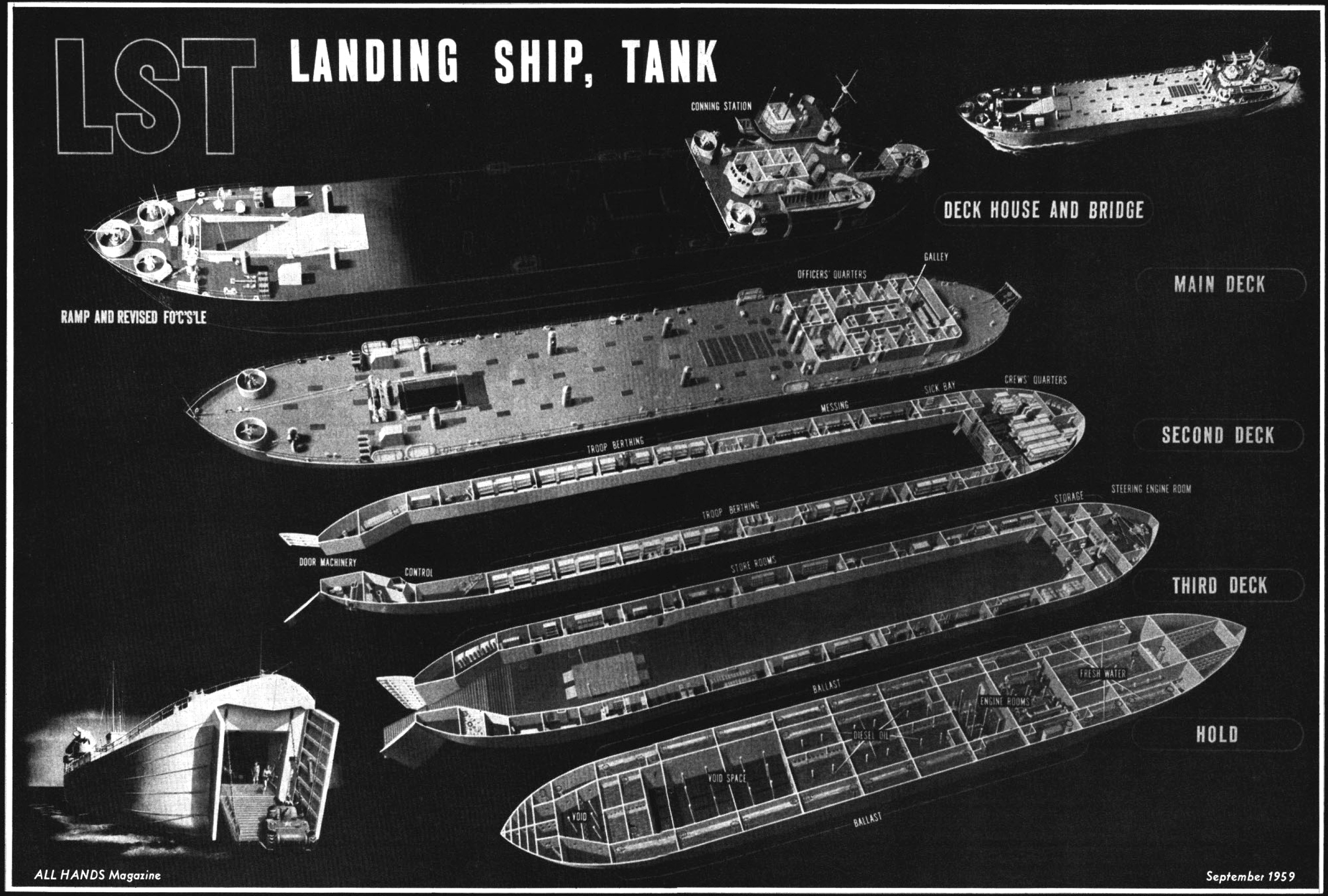
艦全体の分解図。
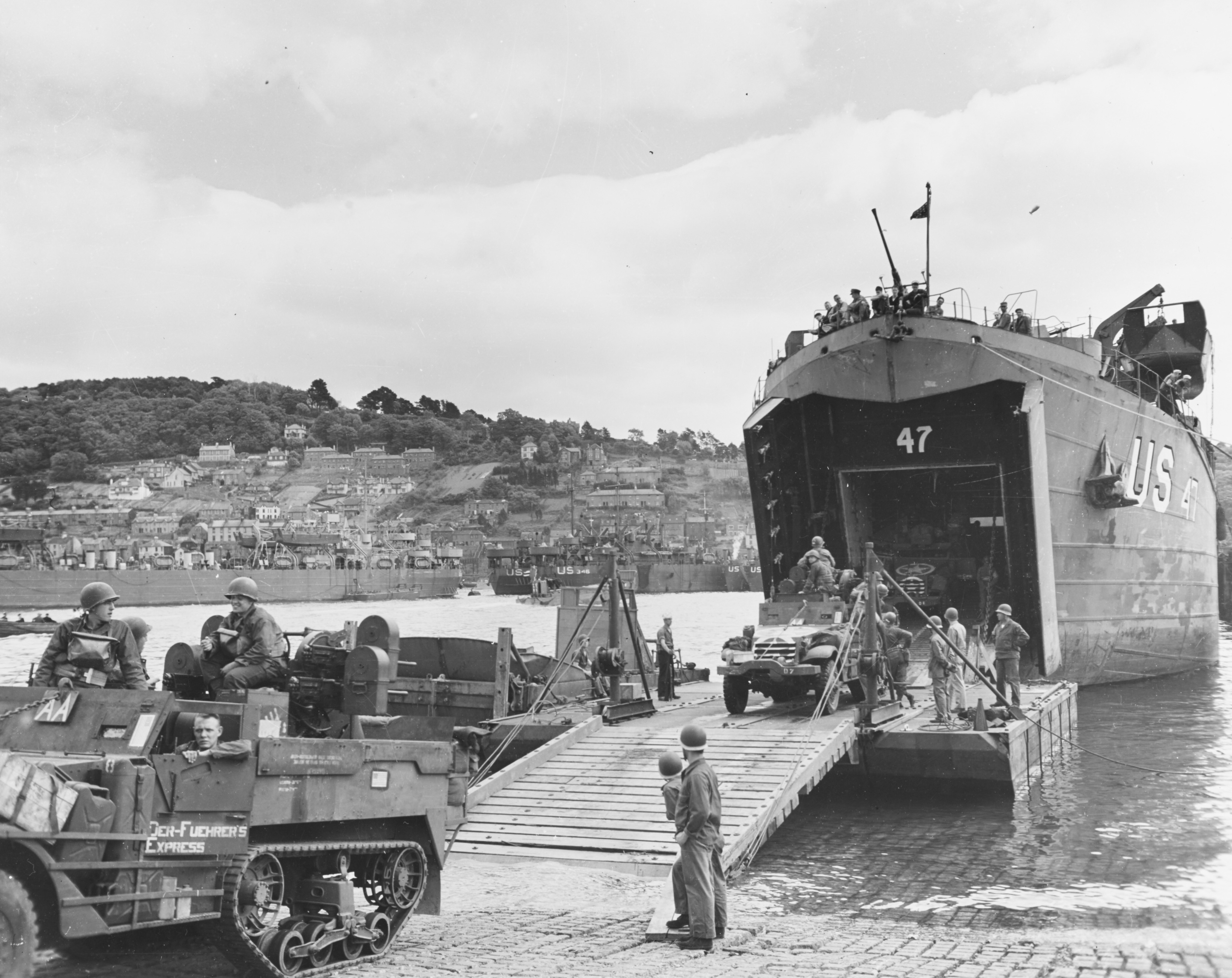
バウドアを開いてランプを繰り出し、車両を揚陸する状態
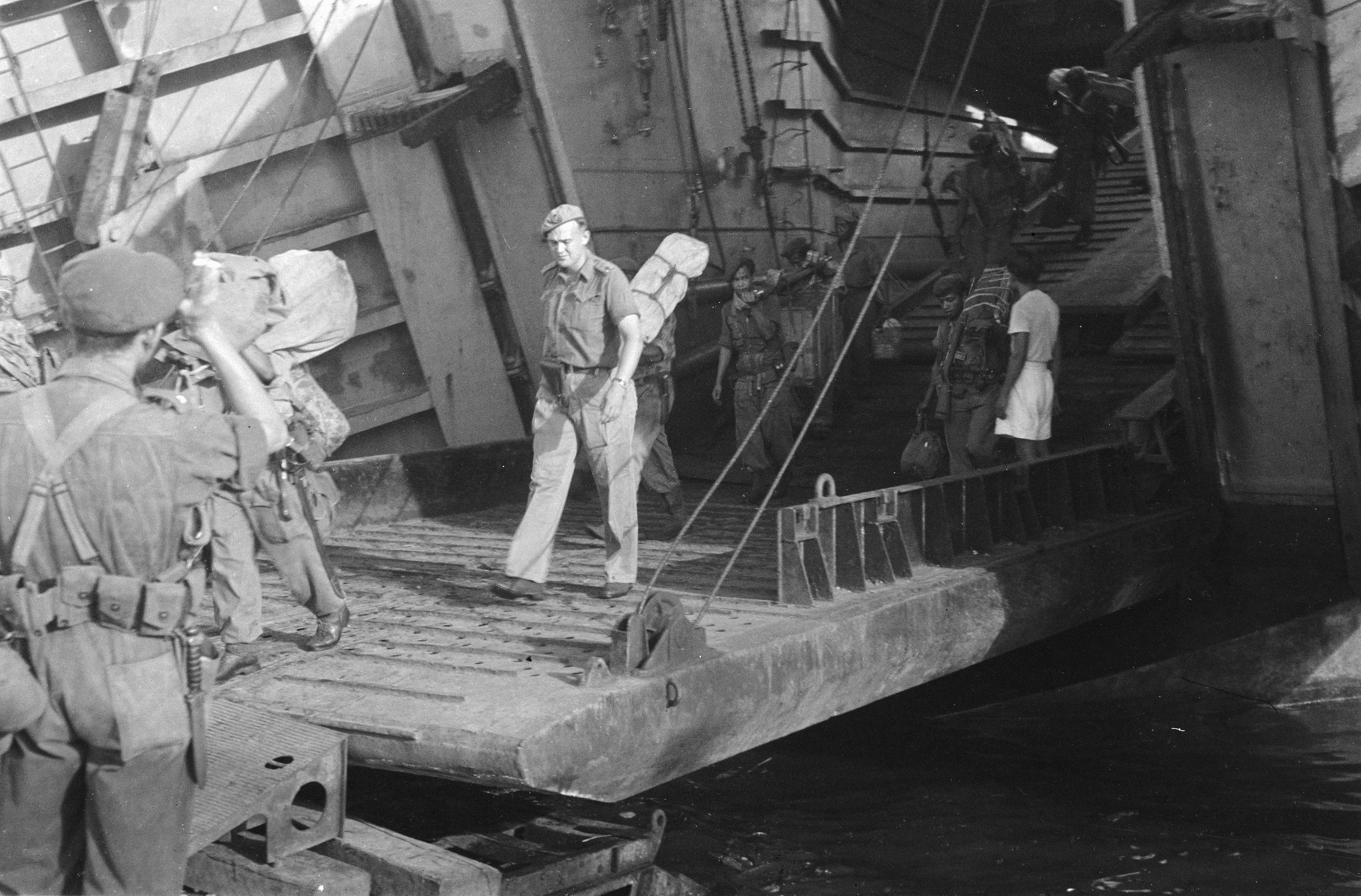
ランプを通って上陸する兵員。後方には上甲板に移動するための艦内ランプも写っている。

### 舟艇運用機能
上陸用舟艇としては、艦橋構造物の両脇にダビットを設置してLCVPを1隻ずつ搭載するのが通常であったが、ハスキー作戦以降、艦橋構造物前方および艦首にも2基ずつを設置して、計6隻を搭載するよう改修した艦も登場した。また上甲板の排気筒を再配置して、戦車揚陸艇を搭載・輸送できるようにした艦もあった。

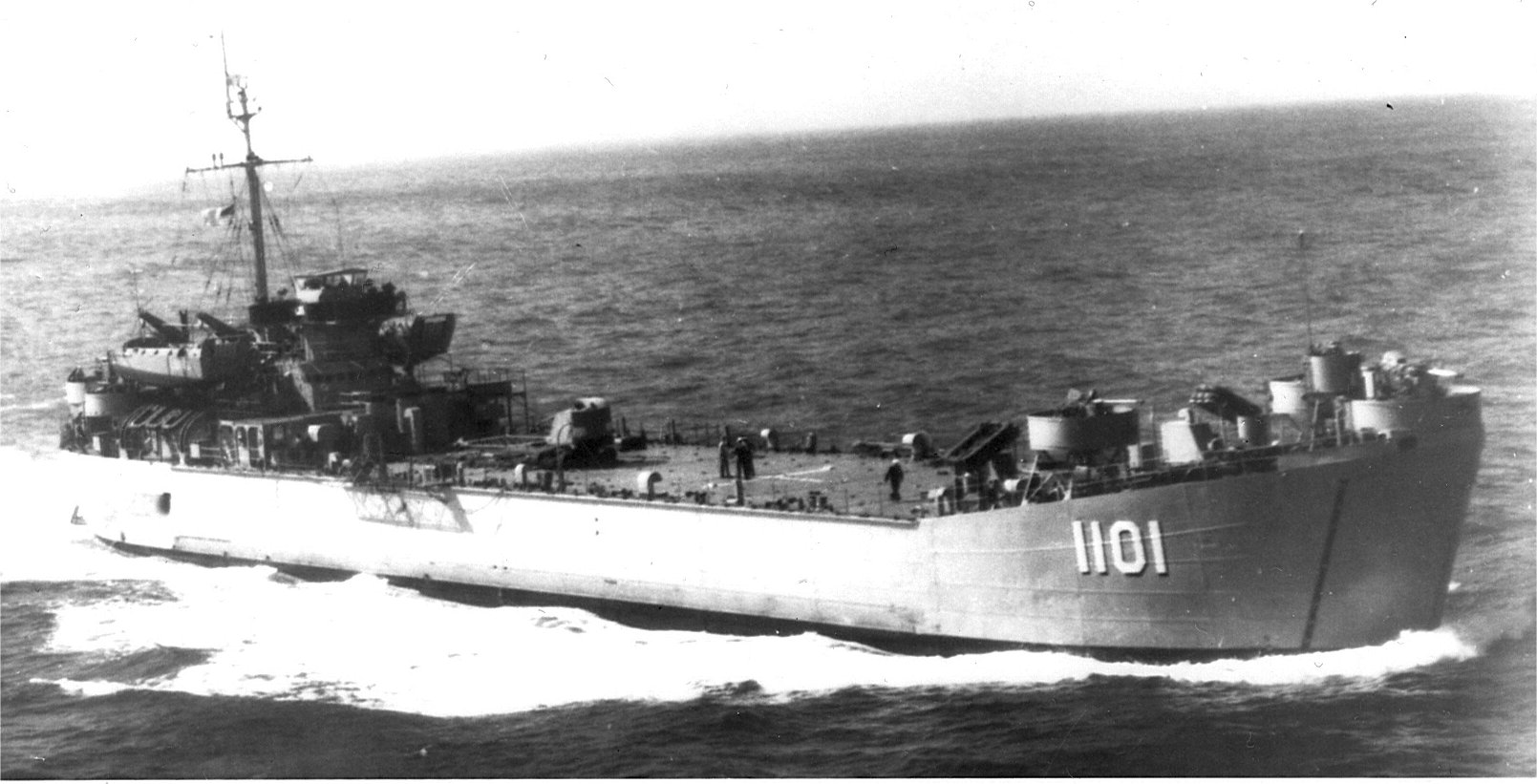
艦橋構造物の両脇にダビットを1基ずつ搭載した状態
LCVP 6隻を搭載できるようダビットを増設した状態

### 航空運用機能
一部の艦では飛行甲板を設置して、連絡機・観測機の運用が試みられたた。まず1943年8月のシチリア島上陸作戦の際にLST-386が投入されたた。続くサレルノ上陸作戦（アヴァランチ作戦）でLST-337が投入された際には風が弱く1機しか発艦させられなかったが、この構想は依然として魅力的であり、1944年1月のアンツィオの戦いのためにLST-16、また南フランスへの上陸作戦のためにLST-525・906も改修された。LSTの構造上、艦尾の艦橋構造物が邪魔になって全通飛行甲板を設けることができないため、これらの艦はいずれも航空機を発艦させることはできても着艦させることはできなかったが、1944年8月にはLST-776にブロディー着艦装置が設置され、メキシコ湾上で着艦実験が行われた。同艦は沖縄戦で実戦投入されている。
ヘリコプターの発達に伴い、大戦後には、これを観測機として搭載・運用した艦もあった。

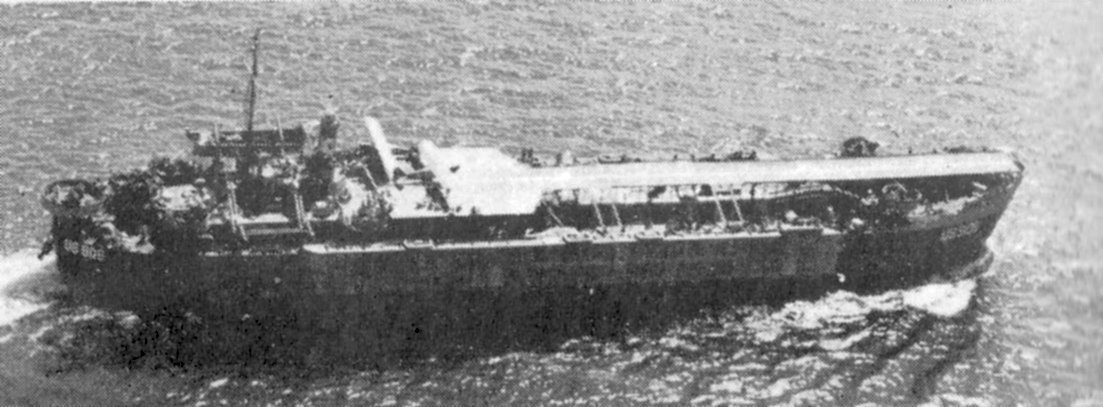
発艦甲板を設置したLST-906
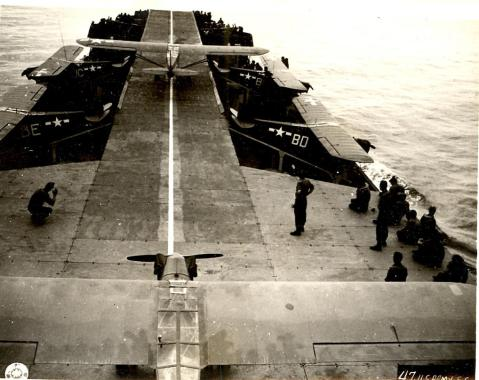
発艦甲板上のL-4観測機
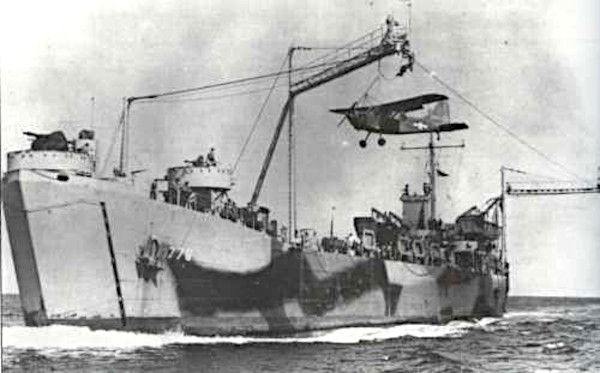
ブロディー着艦装置を設置したLST-776

## 運用史
LST(2)案はLST-1級として1942年6月に起工されている。一番艦LST-1が1942年12月に竣工し、1,152隻の建造計画が建てられた。実際に建造されたのは1945年6月竣工のLST-1152までの1,052隻である。当初の艦名は記号と番号のみであるが、1955年に在籍艦艇に郡名（カウンティ）をもとにした固有艦名が与えられた。
1943年のソロモン諸島の戦いへの投入を皮切りに、ヨーロッパ・太平洋の両戦域における上陸作戦に用いられ、迅速な車両・物資の揚陸により、連合国の勝利に貢献した。LSTH(Landing Ship, Tank (Hospital))の名称で病院船として運用されたり、航空機補修艦に改修された艦もあった。
大戦後は友好国各国にも供与されて長く軍事海運を担った。このうちインドネシア海軍は1961年に3隻の貸与を受けているが（最終的に7隻に増勢し、1979年に購入）、これと同時に、日本の佐世保重工業に発注した準同型艦1隻 (KRI Teluk Amboina) も購入している。

### 日本での運用

#### 民間人による運用
降伏後、連合国軍占領下の日本に対し本級86隻が貸与されて、復員輸送艦の一角を担った。これらの艦は武器・弾薬を撤去するとともに、広い階段や寝床、洗面所、便所などが増設され、1隻のLSTで2,000人程度収容することができるよう改装されており、船舶運営会の運営下で日本人乗組員によって運航された。その後、復員輸送が終了すると日本の商船はそれぞれの船会社に返還されたが、LSTを含む米貸与船は船舶運営会の後身である商船管理委員会のもとに残された。同委員会は連合国軍最高司令官総司令部の日本商船管理局（SCAJAP）の指揮下にあったことから、朝鮮戦争が勃発すると、SCAJAP所属の39隻のLSTと12隻の貨物船はアメリカ海軍の第96.3任務群（Task Group 96.3）として、極東地域内の輸送にその能力限度一杯まで使用されることになった。これらのLSTは仁川上陸作戦や元山上陸作戦にも投入されており、日本の船長たちが朝鮮半島沿岸の地形に精通していたこともあって高く評価され、アメリカ極東海軍司令官（COMNAVFE）ジョイ中将は「SCAJAP所属のLSTが日本になかったならば、我々は釜山を維持することができなかったかも知れません」と述べている。
1952年3月31日をもって商船管理委員会は解散したが、LSTの運航部門については翌4月1日から米船運航株式会社として発足し、運航を継続した。その後、軍事海上輸送部隊（MSTS）では1962年をもって米船運航との契約更新を打ち切って直接運航に切り替えることとし、これを受けて米船運航は同年3月31日に解散したが、この時点で、892人の日本人が17隻のLSTを運航していた。当初は他の駐留軍等労働者と同様に調達庁を介した間接雇用となる予定だったが、LST乗組員全員が加入する全日本海員組合の要求を受けて、1962年8月1日より在日米軍による直接雇用となり、引き続き、MSTSの指令に従って日本人乗組員だけで日本本土、沖縄、大韓民国、台湾、フィリピン等のアメリカ軍基地間の補給物資の輸送を行っていた。アメリカ軍がベトナム戦争への関与を深めるにつれてこれらのLSTもベトナム戦域へ投入されるようになったが、1964年にダナンで上陸中だったLSTの日本人船員が南ベトナム解放民族戦線戦闘員と誤認されてベトナム共和国の警察官に射殺されたほか、1967年にもサイゴン港に通じるロンタウ川を航行中のLSTが南ベトナム解放民族戦線の攻撃を受けて1名死亡・4名負傷という被害を出しており、国会でも取り上げられて、日本国政府がMSTSに対してLST乗組員の安全確保について申し入れる騒ぎとなった。その後、1970年頃からLSTの運航は次第に縮少され、1973年1月のベトナム和平協定成立のころには6隻にまで減じており、同年7月末には538人になったLST乗組員のほぼ全員が解雇された。

#### 海上自衛隊での運用
海上自衛隊では、アメリカ海軍でヘリコプターの発着艦訓練に用いられていた「ハミルトン・カウンティ」（LST-802）を1960年6月30日に購入、掃海母艦（MST）と類別して、「はやとも」として再就役させた。貸与・供与を経ずに旧アメリカ軍艦を購入するのは、自衛艦の経歴としては珍しいものであった。アメリカ海軍での運用時に甲板の補強やデリックポストの装備、高い四脚マストの設置などが行われており、また日本への回航後に掃海隊群旗艦としての司令部設備や倉庫の設置など掃海母艦として所定の改造を実施した。艦内スペースは余裕があり、速力が低いことを除けば母艦として有用な艦であったが、老朽化に伴って、新造の「はやせ」に更新されて1972年3月に除籍された。
また1961年4月1日付で、日米相互防衛援助協定（MSA協定）に基づき、アメリカ本国でモスボールされていた本級3隻が供与され、こちらは揚陸艦として類別されて、おおすみ型として再就役させた。その後、1971年4月1日付で艦種呼称は「輸送艦」に変更された。これら3隻は、1962年の三宅島噴火、1965年の大島大火への人道援助・災害派遣に活躍したほか、1972年には沖縄返還に伴う米ドルから日本円への通貨切替に対応するための現金輸送にも用いられた。また特に「しれとこ」は、アメリカから日本への回航の際に旧日本海軍の特殊潜航艇（甲標的）の輸送に用いられたほか、1962年には上甲板を強化して南極地域観測隊用のS-61Aヘリコプターの訓練に供されたほか、1967年にはヘリコプター搭載護衛艦（DDH）に装備予定であったカナダ製の着艦支援・拘束装置であるベアトラップ・システムを搭載して試験を行った。その後、1974年から1976年にかけて順次に運用を終了、アメリカに返還されたのち、フィリピン海軍へと再供与された。

## 登場作品
『トコリの橋』
ヘリコプター母艦として運用される「LST-827 ヒルズボロ」が登場。主人公が搭乗しているF9F戦闘機が敵地に不時着したことを受け、HO3S-1救難ヘリコプターを発艦させる。
『コクリコ坂から(アニメ映画版)』
主人公・松崎海の父親が朝鮮戦争の国連軍輸送のため本級に乗務。触雷沈没により死亡している。